# Calcio Femminile Modena Femminile 1997-1998
Questa voce raccoglie le informazioni riguardanti il Calcio Femminile Modena Femminile nelle competizioni ufficiali della stagione 1997-1998.

## Divise e sponsor

Jill Rutten in azione con la prima divisa gialloblù della stagione

Sponsor principale era Amadio.
| Casa | Trasferta |

## Rosa
Come da sito calciodonna.it.
| N. |                   | Ruolo | Calciatrice         |
| -- | ----------------- | ----- | ------------------- |
|    | Italia (bandiera) | P     | Stefania Antonini   |
|    | Italia (bandiera) | D     | Milena Bertolini    |
|    | Italia (bandiera) | D     | Cristina Cassanelli |
|    | Italia (bandiera) | D     | Ilenia Nicoli       |
|    | Italia (bandiera) | D     | Sara Nicolini       |
|    | Italia (bandiera) | D     | Gabriella Principe  |
|    | Italia (bandiera) | D     | Manuela Tesse       |
|    | Italia (bandiera) | C     | Elisabetta Brindani |
|    | Italia (bandiera) | C     | Florinda Ciardi     |

| N. |                        | Ruolo | Calciatrice         |
| -- | ---------------------- | ----- | ------------------- |
|    | Italia (bandiera)      | C     | Federica D'Astolfo  |
|    | Italia (bandiera)      | C     | Anna Giorgia Duò    |
|    | Italia (bandiera)      | C     | Anna Fiscardi       |
|    | Stati Uniti (bandiera) | C     | Jill Rutten         |
|    | Italia (bandiera)      | C     | Katia Serra         |
|    | Italia (bandiera)      | A     | Lorelay Canducci    |
|    | Italia (bandiera)      | A     | Carolina Morace     |
|    | Italia (bandiera)      | A     | Patrizia Panico     |
|    | Italia (bandiera)      | A     | Maria Ilaria Pasqui |

## Calciomercato

### Sessione estiva
| Acquisti | Acquisti            | Acquisti             | Acquisti   |
| R.       | Nome                | da                   | Modalità   |
| -------- | ------------------- | -------------------- | ---------- |
| D        | Sara Nicolini       | Reggiana R. Zambelli | definitivo |
| D        | Gabriella Principe  | Bologna CF           | definitivo |
| C        | Florinda Ciardi     | Autolelli Picenum    | definitivo |
| C        | Anna Fiscardi       | Veliero Parma        | definitivo |
| C        | Jill Rutten         | Klinge Seckach       | definitivo |
| C        | Katia Serra         | Lugo Zambelli        | definitivo |
| A        | Lorelay Canducci    | San Zaccaria         | definitivo |
| A        | Patrizia Panico     | Torino               | definitivo |
| A        | Maria Ilaria Pasqui | Bologna CF           | definitivo |

| Cessioni | Cessioni | Cessioni | Cessioni |
| R.       | Nome     | a        | Modalità |
| -------- | -------- | -------- | -------- |
|          |          |          |          |

## Risultati

### Serie A

#### Girone di andata
| Modena 27 settembre 1997, ore --:-- CEST 1ª giornata | Modena | 3 – 0 | Riva del Garda | Stadio Alberto Braglia |

| Calmasino, Bardolino 4 ottobre 1997, ore --:-- CEST 2ª giornata | Bardolino | 0 – 3 | Modena | Stadio comunale Belvedere |

| Modena 11 ottobre 1997, ore 15:30 CEST 3ª giornata | Modena | 0 – 0 | Cascine Vica | Stadio Alberto Braglia |

| Monza 18 ottobre 1997, ore 15:30 CEST 4ª giornata | Fiammamonza | 0 – 3 | Modena | Stadio Gino Alfonso Sada |

| Modena 25 ottobre 1997, ore --:-- CEST 5ª giornata | Modena | 10 – 0 | Sarzana | Stadio Alberto Braglia |

| Segrate 1º novembre 1997, ore --:-- CET 6ª giornata | Sporting Segrate 92 | 0 – 5 | Modena |  |

| Modena 8 novembre 1997, ore --:-- CET 7ª giornata | Modena | 3 – 0 | Pisa | Stadio Alberto Braglia |

| Agliana 29 novembre 1997, ore --:-- CET 8ª giornata | Agliana | 0 – 4 | Modena | Stadio comunale Germano Bellucci |

| Modena 6 dicembre 1997, ore --:-- CET 9ª giornata | Modena | 7 – 0 | Lazio CF | Stadio Alberto Braglia |

| 13 dicembre 1997, ore --:-- CET 10ª giornata | Torino | 1 – 4 | Modena |  |

| Lugo 6 dicembre 1997, ore --:-- CET 11ª giornata | Lugo Zambelli | 3 – 3 | Modena |  |

| Arbitro: | Boresta (Roma) |

|            |           |            |
| Morace 51’ | Marcatori | 22’ Parejo |

| Arbitro: | Vitale (Frattamaggiore) |

|             |           |                            |
| Murelli 85’ | Marcatori | 11’, 37’ Panico 22’ Morace |

| Modena 17 gennaio 1998, ore 14:30 CET 14ª giornata | Modena            | 0 – 0 referto | Autolelli Picenum | Stadio Alberto Braglia\| Arbitro: \| Rizzini (Belluno) \| |
| Arbitro:                                           | Rizzini (Belluno) |               |                   |                                                           |

| Arbitro: | Mascia (Cagliari) |

|  |           |                               |
|  | Marcatori | 20’ D'Astolfo 38’, 60’ Morace |

#### Girone di ritorno
| Arbitro: | Bravi (Macerata) |

|  |           |                       |
|  | Marcatori | 40’ Panico 75’ Morace |

| Arbitro: | Celiento (Frattamaggiore) |

|                       |           |             |
| Morace 43’ Rutten 55’ | Marcatori | 88’ Placchi |

| Cascine Vica 14 febbraio 1998, ore 14:30 CET 18ª giornata | Cascine Vica | 1 – 2 referto | Modena |  |

| Arbitro: | Falso (Formia) |

|                       |           |  |
| Panico 46’ Morace 69’ | Marcatori |  |

| Arbitro: | Sanasi (Brescia) |

|  |           |            |
|  | Marcatori | 43’ Morace |

| Arbitro: | Papandrea (Mestre) |

|                                           |           |  |
| Rutten 9’ Panico 31’, 86’ Morace 45’, 85’ | Marcatori |  |

| Arbitro: | Fiori (Roma) |

|                        |           |                                 |
| Sberti 40’ (rig.), 49’ | Marcatori | 25’ Panico 56’ Morace 61’ Serra |

| Arbitro: | Pancrazio (Brescia) |

|                                     |           |                          |
| Morace 6’, 14’, 68’ Panico 41’, 65’ | Marcatori | 48’ Iacomini 52’ Fiorini |

| Arbitro: | Pastore (Potenza) |

|                       |           |                                 |
| Cassanelli 23’ (aut.) | Marcatori | 13’, 15’, 78’ Panico 86’ Morace |

| Arbitro: | Crudele (Isernia) |

|                                |           |                 |
| Ciardi 11’ Serra 31’, 43’, 82’ | Marcatori | 68’ Cancelliere |

| Arbitro: | Caviglia (Chiavari) |

|                                                              |           |  |
| Muzzi 5’ (aut.) Ciardi 37’ Morace 53’ Ghirardelli 76’ (aut.) | Marcatori |  |

| Arbitro: | Salvetti (Varese) |

|  |           |                                            |
|  | Marcatori | 18’ Morace 36’ (rig.) D'Astolfo 47’ Panico |

| Arbitro: | Bonon (Rovigo) |

|                |           |                                  |
| Serra 25’, 31’ | Marcatori | 46’, 65’ Gazzoli 50’ Tagliacarne |

| Arbitro: | Faraguna (Trento) |

|  |           |                         |
|  | Marcatori | 60’ Rutten 90+5’ Morace |

| Arbitro: | Pagano (Avellino) |

|             |           |                |
| Carboni 65’ | Marcatori | 30’ Mazzantini |

### Spareggio scudetto
| Arbitro: | Rinaldi (Tivoli) |

|                       |           |  |
| Morace 13’ Panico 54’ | Marcatori |  |

### Supercoppa
| Arbitro: | Morello (Ragusa) |

|                                                  |           |             |
| Pasqui 75’, 111’ Morace 114’ Nannini 118’ (aut.) | Marcatori | 78’ Fiorini |

## Statistiche

### Statistiche di squadra
| Competizione | Punti | In casa | In casa | In casa | In casa | In casa | In casa | In trasferta | In trasferta | In trasferta | In trasferta | In trasferta | In trasferta | Totale | Totale | Totale | Totale | Totale | Totale | DR  |
| Competizione | Punti | G       | V       | N       | P       | Gf      | Gs      | G            | V            | N            | P            | Gf           | Gs           | G      | V      | N      | P      | Gf     | Gs     | DR  |
| ------------ | ----- | ------- | ------- | ------- | ------- | ------- | ------- | ------------ | ------------ | ------------ | ------------ | ------------ | ------------ | ------ | ------ | ------ | ------ | ------ | ------ | --- |
| Serie A      | 79    | 15      | 6       | 3       | 6       | 23      | 24      | 15           | 1            | 6            | 8            | 17           | 29           | 30     | 25     | 4      | 1      | 103    | 17     | +86 |
| Coppa Italia | -     | .       | .       | .       | .       | .       | .       | .            | .            | .            | .            | .            | .            | .      | .      | .      | .      | .      | .      | .   |
| Supercoppa   | -     | -       | -       | -       | -       | -       | -       | -            | -            | -            | -            | -            | -            | 1      | 1      | 0      | 0      | 4      | 1      | +3  |
| Totale       | -     | .       | .       | .       | .       | .       | .       | .            | .            | .            | .            | .            | .            | .      | .      | .      | .      | .      | .      | .   |

### Andamento in campionato
| Giornata  | 1 | 2 | 3 | 4 | 5 | 6 | 7 | 8 | 9 | 10 | 11 | 12 | 13 | 14 | 15 | 16 | 17 | 18 | 19 | 20 | 21 | 22 | 23 | 24 | 25 | 26 | 27 | 28 | 29 | 30 |
| --------- | - | - | - | - | - | - | - | - | - | -- | -- | -- | -- | -- | -- | -- | -- | -- | -- | -- | -- | -- | -- | -- | -- | -- | -- | -- | -- | -- |
| Luogo     | C | T | C | T | C | T | C | T | C | T  | T  | C  | T  | C  | C  | T  | C  | T  | C  | T  | C  | T  | C  | T  | C  | C  | T  | C  | T  | C  |
| Risultato | V | V | N | V | V | V | V | V | V | V  | N  | N  | V  | N  | V  | V  | V  | V  | V  | V  | V  | V  | V  | V  | V  | V  | V  | P  | V  | N  |
| Posizione |   | 2 |   |   |   |   |   |   |   |    | 2  | 2  | 2  | 2  | 2  | 2  | 1  | 1  | 1  | 1  | 1  | 1  | 1  | 1  | 1  | 1  | 1  | 1  | 1  | 1  |

Legenda:

Luogo: C = Casa; T = Trasferta. Risultato: V = Vittoria; N = Pareggio; P = Sconfitta.

### Statistiche delle giocatrici
| Giocatore | Serie A  | Serie A | Serie A     | Serie A    | Coppa Italia | Coppa Italia | Coppa Italia | Coppa Italia | Totale   | Totale | Totale      | Totale     |
| Giocatore | Presenze | Reti    | Ammonizioni | Espulsioni | Presenze     | Reti         | Ammonizioni  | Espulsioni   | Presenze | Reti   | Ammonizioni | Espulsioni |
| --------- | -------- | ------- | ----------- | ---------- | ------------ | ------------ | ------------ | ------------ | -------- | ------ | ----------- | ---------- |
| C. Morace | ?        | 41+1    | ?           | ?          | ?            | ?            | ?            | ?            | ?        | 42+    | ?           | ?          |
| P. Panico | ?        | 29+1    | ?           | ?          | ?            | ?            | ?            | ?            | ?        | 30+    | ?           | ?          |